# Onchopelma karooanum
Onchopelma karooanum är en tvåvingeart som beskrevs av Hesse 1967. Onchopelma karooanum ingår i släktet Onchopelma och familjen svävflugor. Inga underarter finns listade i Catalogue of Life.